# Wendelinskirche (Hochdorf am Neckar)

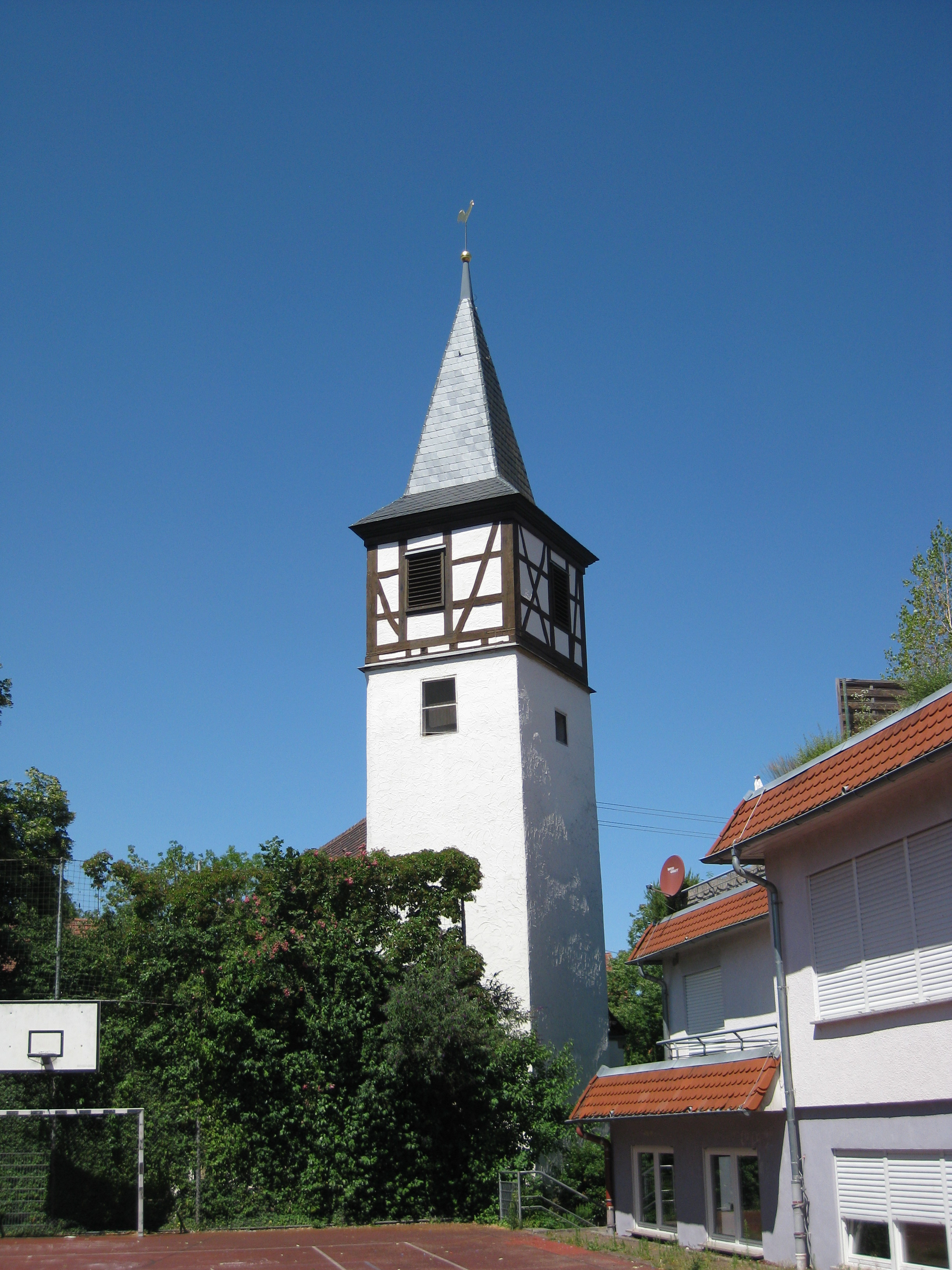
Wendelinskirche in Hochdorf am Neckar

Die evangelische Wendelinskirche steht in Hochdorf, einem Stadtteil von Remseck am Neckar im Landkreis Ludwigsburg in Baden-Württemberg. Das Bauwerk ist beim Landesamt für Denkmalpflege Baden-Württemberg als Baudenkmal eingetragen. Die Kirchengemeinde Remseck gehört zum Kirchenbezirk Ludwigsburg der Evangelischen Landeskirche in Württemberg.

## Beschreibung
Die Saalkirche wurde im Mittelalter erbaut. Sie besteht aus einem Langhaus, dem diagonal ein Kirchturm im Osten vorgestellt ist. Dass er ehemaliger Teil einer Wehrkirche ist, gilt als widerlegt. Der Kirchturm wurde mit einem Geschoss aus Holzfachwerk aufgestockt, das den Glockenstuhl für die drei Kirchenglocken beherbergt, und mit einem vierseitigen Knickhelm bedeckt. Die jetzige Orgel wurde 1970 von E. F. Walcker & Cie. gebaut.